# Brick by Brick
Brick by Brick  (рус. Кирпич за кирпичиком) — девятый студийный альбом американского рок-музыканта Игги Попа, выпущенный в июне 1990 года.

## Об альбоме
На протяжении большей части 1980-х, музыкальные критики оценивали творчество Игги Попа смешанными отзывами, по этой причине, музыкант пригласил для продюсирования своего нового диска Дона Уэса — давнего поклонника группы The Stooges. Альбом было решено записывать в стиле хард-рок, тематически большая его часть была посвящена тревоге автора о культурном упадке Соединённых Штатов. Слэш и Дафф МакКаган из группы Guns 'N Roses участвовали в работе над альбомом в качестве соавторов. Также, в записи альбома приняли участие сессионные музыканты Уодди Уотел и Кенни Аронофф. Обложка была нарисована американским карикатуристом Чарльзом Бёрнсом.  Это первый студийный альбом Попа, на котором он играет на гитаре, музыкант исполнил большинство гитарных партий, наряду с Уотелом и Слэшем.
Диск удостоился самых высоких рецензий, со времен сотрудничества музыканта с Дэвидом Боуи. Сингл «Candy» с вокалисткой Кейт Пирсон из группы B-52, стал его первым хитом на MTV — часто появляясь в эфире телеканала. Также, видео были сняты для композиций: «Home», «Butt Town» и «Livin' On the Edge of the Night».
Альбом поднялся до 90-й строчки в чарте Billboard и продержался там в течение 45 недель. Песня «Livin' On the Edge of the Night» была выпущена до выхода альбома, в качестве саундтрека к фильму «Чёрный Дождь», с Майклом Дугласом и Энди Гарсиа в главных ролях. Песня добралась до 16-го места в хит-параде Modern Rock Tracks. В свою очередь, сингл «Candy» отметился 30-й, 5-й и 28-й строчках чартов Mainstream Rock Tracks, Modern Rock Tracks и Billboard Hot 100, соответственно. Первый сингл пластинки — «Home» — занял 2-е место чарта Modern Rock Tracks.
Brick by Brick стал первым альбомом Игги получившим «золотой»  сертификат (более 500 000 проданных копий). После изданий пластинки, Игги организовал международное турне, один из его концертов — в Париже (1991 год), позже был выпущен на DVD. По ходу гастролей с Игги Попом выступило несколько его фанатов, из числа знаменитостей, в том числе его давний поклонник Джонни Депп.

## Список композиций
Все песни написаны Игги Попом, за исключением отмеченных.
1. «Home» — 4:00
2. «Main Street Eyes» — 3:41
3. «I Won’t Crap Out» — 4:02
4. «Candy» — 4:13
5. «Butt Town» — 3:34
6. «The Undefeated» — 5:05
7. «Moonlight Lady» — 3:30
8. «Something Wild» (Джон Хайатт) — 4:01
9. «Neon Forest» — 7:05
10. «Starry Night» — 4:05
11. «Pussy Power» — 2:47
12. «My Baby Wants to Rock and Roll» (Игги Поп, Слэш) — 4:46
13. «Brick by Brick» — 3:30
14. «Livin' on the Edge of the Night» (Джей Рифкин[англ.]) — 3:07

## Альтернативные Версии
- «Pussy Power» (Acoustic Demo Version Released On «Candy» Single) — 2:38
- «My Baby Wants To Rock N' Roll» (Acoustic Demo Version Released On «Candy» Single)
- «The Undefeated» (Acoustic Demo Version Released On «Candy» & «The Undefeated» Singles) — 3:37
- «Butt Town» (Acoustic Demo Version Released On «Candy» Single)
- «L.A. Blues» (Acoustic Demo Version Released On «The Undefeated» Single) — 2:21
- «Brick By Brick» (Acoustic Demo Version Released On «The Undefeated» Single) — 3:32
- «Livin' on the Edge of the Night» (Single Mix) — 3:11

## Демоверсии
Была выпущена демоверсия альбома названного «Butt Town», который содержит 11 треков (предположительно, большая его часть состояла из различных версий синглов «Candy» и «The Undefeated»). Проморелиз этого издания считается раритетом среди фанатов Игги Попа.

## Участники записи
| - Игги Поп: вокал, гитара - Уодди Уотел: гитара - Чарли Дрэйтон: бас - Дафф Маккаган: бас - Чак Доманико: бас - Слэш: гитара - Jamie Muhoberac: клавишные - Кенни Аронофф: ударные - Дэвид Линдли: виолончель, мандолина - David McMurray: саксофон - Кейт Пирсон: дуэт на треке «Candy» - Джон Хайатт: дуэт на треке «Starry Night» - Скотт Хэквит: бэк-вокал - Sweet Pea Atkinson: бэк-вокал - Sir Harry Bowens: бэк-вокал - Alex Brown: бэк-вокал - Ray Mitchell: бэк-вокал | - Дон Уэс: продюсер - Ed Cherney: звукоинженер - Greg Fulginiti: мастеринг - Suchi Asano Osterberg: координация производства |